# Lasiocercis viridana
Lasiocercis viridana är en skalbaggsart som beskrevs av Stefan von Breuning 1940. Lasiocercis viridana ingår i släktet Lasiocercis och familjen långhorningar.
Artens utbredningsområde är Madagaskar. Inga underarter finns listade i Catalogue of Life.